# ابوعلی محتاج

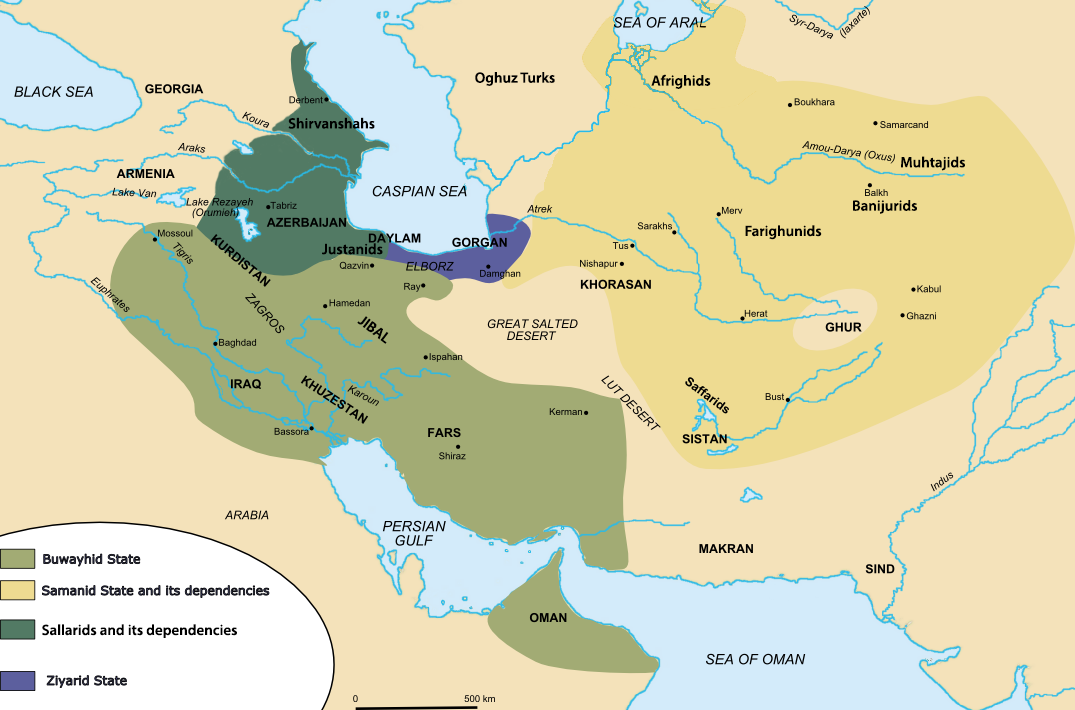
آل محتاج و پادشاهی‌های همجوار

ابوعلی محتاج یا ابوعلی چغانی بزرگ‌ترین امیر سلسله آل محتاج بود. وی در چغانیان زاده شد (ابن حوقل، ۳۹۴) و در کنار پدر رشد کرد. نخستین‌بار در ۳۱۷ق/۹۲۹م از او به عنوان امیر چغانیان یاد شده‌است. در همین سال بود که پدرش محمد ابن مظفر از سوی نصربن احمد به حکومت بلخ و طخارستان دست یافت و امارت آن دو شهر را به وی بازنهاد. سال بعد وقتی جعفر بن ابی داوود امیر خُتل بر سامانیان شورید، ابوعلی احمد به مقابله رفت و او را دستگیر کرد و به بخارا فرستاد (ابن اثیر، ۸/۲۲۲).
در ۳۲۲ق/۹۳۴م شعبده بازی در چغانیان ادعای پیامبری کرد و خلقی بسیار گرد او را گرفتند. ابوعلی محتاج سپاهی به سرکوب او فرستاد و آن‌ها شعبده‌باز را گرفتند و سر بریدند و بسیاری از پیروانش را کشتند (همو، ۸/۲۸۹، ۲۹۰). ابوعلی همچنان در چغانیان بود تا در ۳۲۷ق/۹۳۹م پس از عزل پدرش از سوی نصر بن احمد سامانی، امارت و سپهسالاری خراسان را در دست گرفت، اما ابوعلی مسکویه (۱/۲۷۶) در وقایع سال ۳۲۱ق/۹۳۳م از ابوعلی به عنوان سپهسالار خراسان نام برده‌است و ریچارد فرای (۴/۱۳۰) او را در حدود ۳۱۸ق/۹۳۰م والی خراسان دانسته‌است، اما هیچ‌یک از این دو با منابع و قراین تاریخی سازگار نیست و او در آن ایام فقط امارت چغانیان را داشته‌است. در ۳۲۸ق/۹۴۰م که ماکان کاکی در گرگان بر سامانیان شورید، ابوعلی به آن سوی تاخت و ماکان را در محاصره گرفت. بسیاری از مردان ماکان به ابوعلی پیوستند و ماکان از وشمگیر مدد خواست. وشمگیر سردار خود شیرج بن نعمان را گسیل داشت (مرعشی، ۱۲۵) و این یکی در صلح کوشید. ماکان با استفاده از فرصت به طبرستان گریخت و ابوعلی بر گرگان چیره شد و ابراهیم بن سیمجور را به امارت آنجا گماشت. سپس در محرم ۳۲۹ق/اکتبر ۹۴۰م در پاسخ به درخواست رکن‌الدوله دیلمی و عمادالدوله دیلمی که او را ضد وشمگیر و ماکان وعده مساعدت داده بودند تا ری را تسخیر کند و به آل بویه واگذارد (ابن اثیر، ۸/۳۵۹، ۳۶۱، ۳۶۹). گرگان را به سوی ری ترک گفت. وشمگیر از ماکان یاری خواست و او از طبرستان به ری آمد؛ در نبردی که میان ابوعلی و ماکان و وشمگیر درگرفت، ماکان کشته شد و وشمگیر به طبرستان گریخت و ابوعلی بر ری چیره گشت (ابوعلی مسکویه، ۲/۴–۵) و پسر ماکان را با ۹۰۰ مرد دیلمی اسیر کرد و به بخارا فرستاد (گردیزی، ۳۳۸).
سال بعد از ری سپاه به بلاد جبل فرستاد و بر قم و کرج و قزوین و ابهر و زنجان و همدان و نهاوند و دینور تا حدود حلوان چیره شد (۳۳۰ق/۹۴۱م) و همه این نواحی را پیوستِ قلمرو سامانیان کرد (ابن اثیر، ۸/۳۸۸). در همان سال ابوعلی به یاری حسن بن فیروزان امیر ساری که از مقابل وشمگیر گریخته و از وی مدد خواسته بود، بر وشمگیر تاخت و او را به محاصره گرفت، اما صلح شد و مقرر گشت که وشمگیر به فرمان امیر سامانی گردن نهد. ابوعلی سال بعد به گرگان رفت (گردیزی، ۳۳۸) و چون خبر مرگ نصربن احمد سامانی را دریافت، به خراسان بازگشت (ابن اثیر، ۹/۳۸۹). به روایت دیگر، ابوعلی در هنگام محاصره وشمگیر، از درگذشت خداوندگار خود آگاه شد و به آشتی گردن نهاد (ابوعلی مسکویه، ۲/۷؛ مرعشی، ۱۷۲). حسن بن فیروزان که امیدوار بود ابوعلی پس از پیروزی بر وشمگیر، قلمرو او را به وی دهد، از آشتی میان آن دو سخت بی‌تاب شد و در میان راه گرگان به خراسان بر ابوعلی تاخت و حاجب او را کشت، ولی سرانجام به گرگان بازگشت و بر آنجا چیره شد (ابوعلی مسکویه، ۲/۷، ۸).
پس از آنکه ابوعلی به خراسان بازگشت، رکن‌الدوله دیلمی که رقیبی در برابر خود نمی‌دید، بر ری چیره شد. اما این معنی بر نوح بن نصر سامان گران افتاد و او در ۳۳۳ق/۹۴۴م ابوعلی را به فتح ری فرستاد. در راه گروهی از سپاهیانش به سرکردگی منصور بن قراتکین از امرای نوح واپس کشیدند، ولی ابوعلی به پیشروی ادامه داد و چون کردان هم به او خیانت کردند، از رکن‌الدوله شکست خورد و به نیشابور بازگشت (ابن اثیر، ۸/۴۴۳). اما نوح دست از پیکار بازنداشت و در همان سال ابوعلی را باز به ری فرستاد. رکن‌الدوله بیمناک شد و گریخت. همزمان با تسخیر بغداد به دست معزالدوله دیلمی، ابوعلی محتاج بر سراسر ایران مرکزی چیره شد. با اینهمه، برخلاف انتظار پاداشی که از امیر سامانی چشم می‌داشت، از امارت خراسان عزل شد و ابراهیم سیم‌جور به جای او نشست (ابن اثیر، ۸/۴۴۴). سبب این امر آن بود که چون ابوعلی به ری تاخت، رکن‌الدوله از عمادالدوله یاری خواست و این یکی نیرنگی در چید و نامه به نوح فرستاد که وی هر سال ۰۰۰‘۱۰۰ دینار بیش از آنچه ابوعلی از درآمد ری خواهد پرداخت، به نوح می‌پردازد، بدان شرط که وی دست از حمایت ابوعلی بردارد. از آن سوی نیز ابوعلی را از نیرنگ نوح برحذر داشت و نوح نیز به صلاحدید امرای مخالف ابوعلی در خراسان، نه تنها پیشنهاد عمادالدوله دیلمی را پذیرفت بلکه افراد آل محتاج را در بند کرد و برخی را کشت (ابوعلی مسکویه، ۲/۱۰۰، ۱۰۱).
نیز گفته‌اند که نوح به سبب شکایت‌های مردم از بدسیرتی کارگزاران ابوعلی در خراسان (گردیزی، ۳۴۰) که ظاهراً می‌بایست به تحریک امرای مخالف صورت گرفته باشد، او را از امارت خراسان برکنار کرد. از آن سوی سپاه ابوعلی به سبب بدکرداریِ شخصی که امیر سامانی برای نظارت بر امور سپاه همراه ابوعلی گسیل داشته بود (بارتولد، ۱/۵۲۷)، طغیان کرد (گردیزی، ۱۹۹). این همه باعث شد که ابوعلی در برابر کردار نوح برادر خود ابوالعباس را به حکومت همدان فرستد و خود به درخواست سپاه، ابراهیم بن احمد سامانی عموی نوح را از عراق بخواند و با او بیعت کند (۳۳۴ق/۹۴۵م). به این ترتیب، پیش‌بینی امیر نصر که گفته بود فرزندانش قدر ابوعلی را نشناسند و او را بیازارند و او عصیان کند (نفیسی، ۲۳۱، به نقل از جوامع الحکایات)، راست آمد. ابوعلی در همدان به ابراهیم پیوست و هر دو به ری رفتند. در آنجا دانست که برادرش ابوالعباس بر او غدر ورزیده و نوح را از واقعه آگاهانیده است. پی بی‌درنگ والیانی بر ری و جبال گماشت و خود به نیشابور رفت (ابن اثیر، ۸/۴۵۹) و در ۳۳۵ق/۹۴۶م وارد آنجا شد و از آنجا همراه با ابراهیم به مرو تاخت. نوح به بخارا و از آنجا به سمرقند واپس نشست و ابوعلی بر مرو و بخارا چیره شد و خطبه به نام ابراهیم سامانی کرد، اما ابراهیم به تحریک مخالفان که وی را از نیرنگ ابوعلی بیم می‌دادند (ابوعلی مسکویه، ۲/۱۰۳)، تصمیم گرفت به سود نوح کنار رود و خود سپهسالاری او را به عهده گیرد.
گفته‌های ابن اثیر و گردیزی و میرخواند در اینجا با یکدیگر متناقض است. طبق گفته ابن اثیر، ابراهیم با بخاراییان بر صلح با نوح همداستان شد، ولی ابوعلی پیش از ورود نوح به بخارا، آن‌ها را درهم شکست و خواست شهر را به آتش کشد، ولی به خواهش بزرگان بخارا از آن برای بازگشت (۸/۴۶۰)، اما میرخواند (۴/۴۷) بر آن است که پیش از آن، ابراهیم به نوح پیوست و در جنگی که روی داد، ابوعلی هر دو را درهم شکست. گردیزی دربارهٔ این جنگ سخن نمی‌گوید، ولی از حرکت نوح از بخارا به سمرقند و گرویدن ابراهیم به او و نیز عزم ابوعلی بر آتش زدن شهر یاد می‌کند (صص ۱۹۹، ۲۰۰) و خاطرنشان می‌سازد که ابوعلی پس از آن ابوجعفر محمدبن نصر بن احمد برادر نوح را به امارت برداشت و خطبه به نام او کرد. آنگاه بخارا را به ابوجعفر سپرد و خود وانمود کرد که به سمرقند می‌رود، اما به چغانیان رفت. پس از خروج او ابراهیم و ابوجعفر محمد سامانی از نوح امان خواستند و فرمان‌برداری نمودند. نوح به بخارا بازگشت (همو، ۳۴۱، ۳۴۲) و برای سرکوب ابوعلی لشکر آراست. ابوعلی نیز با سپاه به بلخ رفت و از آنجا روی به سوی بخارا نهاد. در خرتنگ (بارتولد، ۱/۵۲۹؛ خرجنگ) جنگ درگرفت (۳۶ق/۹۴۷م) و ابوعلی شکست خورد و به چغانیان بازگشت (گردیزی، ۳۴۳، ۳۴۴) و سپس از امیر ختلان یاری خواست و خود با لشکر به ترمذ و بلخ و گوزگانان و طخارستان رفت و آن نواحی را به زیر فرمان آورد و سرانجام به سمنگان رسید و همه امرای نواحی مسیر علیای جیحون را بر سامانیان شوراند (بارتولد، ۱/۵۳۰). نوح نیز سپاه به چغانیان فرستاد. ابوعلی به سرعت بازگشت و به مقابله پرداخت، ولی شکست خورد و به شومان رفت. لشکر نوح وارد چغانیان شد و پس از ویران کردن مقر ابوعلی در پی وی روان گشت. ابوعلی در راه بر آن‌ها تاخت و پیوندشان را با بخارا برید. در جمادی‌الثانی ۳۳۷ق/دسامبر ۹۴۸م سپاه نوح خواهان صلح شد و ابوعلی با استفاده از فرصت، صلح را پذیرفت و مقرر شد که پسر خود ابوالمظفر عبدالله را به گروگان نزد نوح فرستد (ابن اثیر، ۸/۴۶۳؛ گردیزی، ۳۴۶). سپس خود به چغانیان رفت و تا ۳۴۰ق/۹۵۱م در آنجا ماند. در آن سال امیر نوح پس از مرگ ابوالمظفر عبدالله و درگذشت منصوربن قراتکین امیر خراسان، خلعت به نزد ابوعلی فرستاد و سپهسالاری خراسان را به وی واگذاشت و ری را نیز به تیولش داد. ابوعلی نیز پسر دیگر خود ابومنصور را به حکومت چغانیان و ترمذ گماشت و خود به نیشابور رفت (ابن اثیر، ۸/۴۹۳). در ۳۴۲ق/۹۵۳م که وشمگیر از نوح ضد رکن‌الدوله دیلمی یاری خواست، وی ابوعلی را به ری فرستاد. رکن‌الدوله به مقابله آمد و چند ماه پیکار بود. چون زمستان رسید، ابوعلی به ناچار به صلح گردن نهاد و مقرر شد که رکن‌الدوله هر سال ۰۰۰‘۲۰۰ دینار به نزد نوح فرستد. آنگاه ابوعلی به خراسان بازگشت، اما نوح که از این صلح دلخوش نبود، خاصه که وشمگیر نیز ابوعلی را به سازش متهم کرده بود، از او در خشم شد و سپهسالاری و امارت خراسان را از او بازگرفت. ابوعلی گروهی از بزرگان نیشابور را به وساطت فرستاد و چون سود ندید، بر نوح شورید و در نیشابور خطبه به نام خود کرد. از سوی دیگر به پایمردی نوح، میان وشمگیر و حسن بن فیروزان صلح افتاد و آن دو ضد ابوعلی هم‌داستان شدند. نوح نیز بکر بن مالک فرغانی را امارت خراسان داد و روانه آن دیار ساخت. ابوعلی که خطر را احساس کرده بود، از خراسان به قصد ری بیرون رفت. رکن‌الدوله در ری او را به گرمی پذیرفت و به توسط برادرش معزالدوله در بغداد، از خلیفه فرمان حکومت خراسان را برای او گرفت.
ابوعلی که اینک به فرمان خلیفه دلگرم بود، با سپاهی که رکن‌الدوله به او داده بود، به نیشابور بازگشت و در آنجا خطبه به نام خلیفه عباسی کرد (ابن اثیر، ۸/۵۰۴–۵۰۷). در این میان نوح درگذشت (۳۴۳ق/۹۵۴م) و پسرش عبدالملک پس از استقرار بر تخت، مأموریت بکربن مالک را تأیید کرد و او از بخارا به نیشابور رفت تا ابوعلی را براند. یاران ابوعلی از گردش پراکنده شدند و او به ناچار دوباره نزد رکن‌الدوله گریخت و چندی بعد همراه او به گرگان حمله برد و آن دیار را از دست وشمگیر به درآورد و سپس برای تحقق هدف نهایی خود که چیرگی بر خراسان بود، به ری بازگشت، ولی چندان نماند و در وبایی که در ۳۴۴ق/۹۵۵م وی را فرو گرفت، همراه پسرش درگذشت. پیکر او را به چغانیان بردند و در همان‌جا به خاک سپردند (همو، ۸/۵۱۲). یاقوت ویرانیِ دژ استوناوند در ری را در سال ۳۵۰ق/۹۶۱م به این ابوعلی نسبت می‌دهد (معجم البلدان، ۱/۲۴۴)، حال آنکه مسلم است که وی در آن تاریخ زنده نبوده‌است.
ابوعلی نیز چون پدر، دانشمندان و نویسندگان را گرامی می‌داشت. چنین می‌نماید که خود نیز از دانش بی‌بهره نبوده‌است، چه احمدبن سهل بلخی کتاب اجوبه ابی علی بن محتاج را در پاسخ پرسش‌های وی نوشت (همو، معجم الادباء، ۳/۶۷) و شعیابن فریغون کتاب جوامع العلوم خود را به نام ابوعلی احمد چغانی تألیف کرد (خدیوجم، ۱۵۰). نیز ابوالقاسم اسکافی، نخست از کاتبان وی بود. عوفی (۱/۲۷) او را «امیرعالم» و «جهان علم» نامیده‌است.